# 南三陸町役場・病院前駅
南三陸町役場・病院前駅（みなみさんりくちょうやくば・びょういんまええき）は、宮城県本吉郡南三陸町志津川字沼田にある、東日本旅客鉄道（JR東日本）気仙沼線BRT（バス高速輸送システム）のバス停留所である。
BRT区間上に新設された駅であり、開設当初は『JR時刻表』および『JTB時刻表』の本文ページで臨時駅との記載があったが、「（臨）」の表記はなかった。

## 解説
2011年（平成23年）の東日本大震災で被災した気仙沼線がBRTで仮復旧する際に、「ベイサイドアリーナ駅」の名称で、南三陸町総合体育館「ベイサイドアリーナ」付近に新設された。当初は営業キロが設定されておらず、隣駅である志津川駅の営業キロが適用されていたが、2012年（平成24年）12月22日のBRT本格運行開始時に営業キロが設定された。2017年（平成29年）3月3日からは一部通過していた早朝・夜間の時間帯も全便が停車するようになった。
なお、BRTが運行を始めるまで気仙沼線の振替輸送の対象となっていたミヤコーバスの臨時バスもベイサイドアリーナを経由するルートを通っていた。
2017年（平成29年）9月4日、南三陸病院前に移設された。同時期に新築移転した南三陸町役場の新庁舎にも隣接するが、ベイサイドアリーナからはやや離れる位置となった。2018年7月1日に現駅名に改称された。

## 歴史
- 2012年（平成24年）
  - 8月20日：BRTによる気仙沼線仮復旧と同時に、志津川駅 - 清水浜駅間にベイサイドアリーナ駅として新設[報道 2]。営業キロの設定はなし。JR時刻表およびJTB時刻表では、「ベイサイドアリーナ（志津川）」と表記。
  - 12月22日：営業キロを設定。BRT用の駅舎の供用を開始[報道 6]。
- 2017年（平成29年）9月4日：南三陸病院前に移設[報道 5]。
- 2018年（平成30年）7月1日：駅名を南三陸町役場・病院前駅に改称[報道 7]。同時に志津川駅との駅間営業キロが2.4 kmから0.8 kmに、清水浜駅との駅間営業キロが2.1 kmから3.7 kmに変更された[1]。

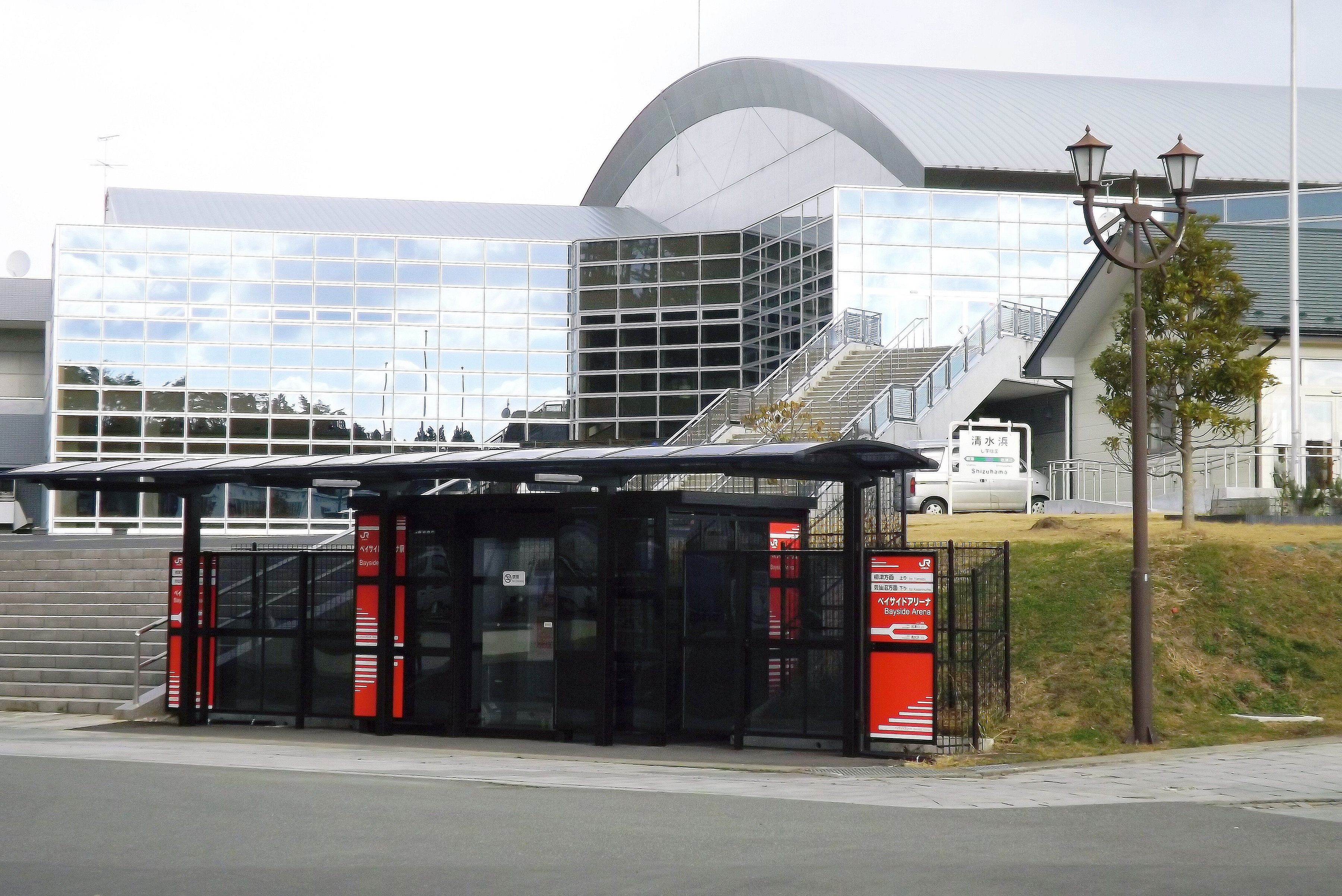
移設前の駅全景（2013年12月） 後方の建物はベイサイドアリーナ
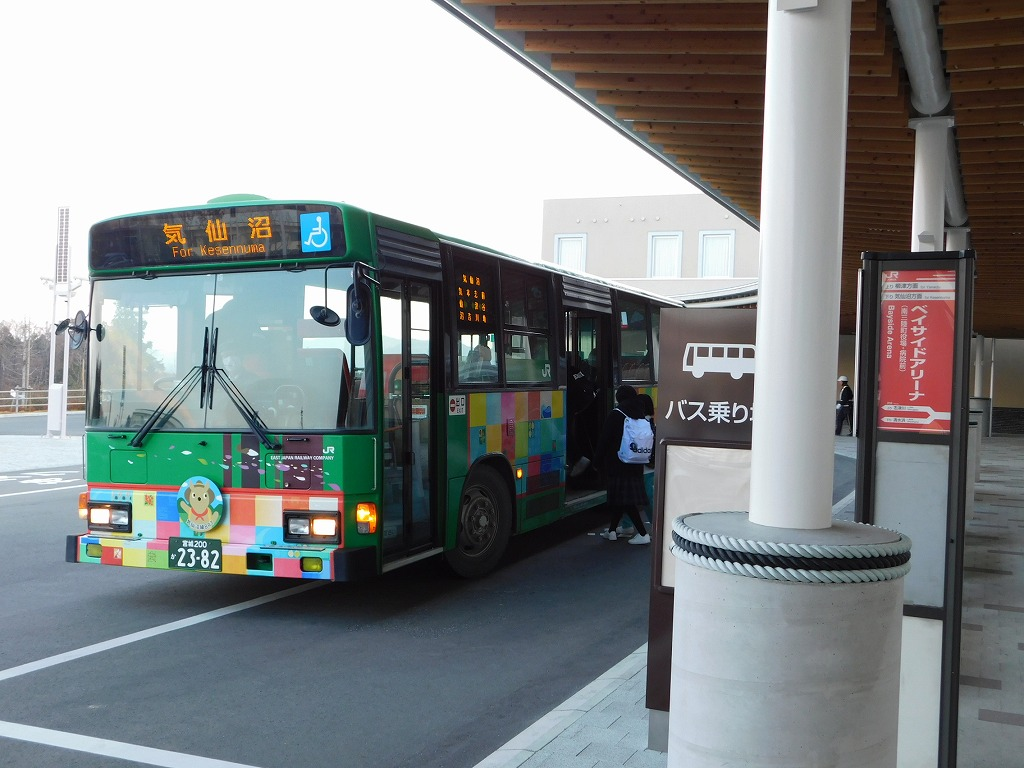
現在地に移転後、駅名改称前ののりば（2017年11月）

## 駅構造
前述のように南三陸病院の構内ロータリーに乗降場が設けられており、両方向とも同一の乗降場から乗り降りする。バスポールのみで待合室は設置されていない。

## 利用状況
JR東日本によると、2023年度（令和5年度）の1日平均乗車人員は17人である。
開業後の推移は以下のとおりである。なお、2013年度（平成25年度）- 2017年度（平成29年度）については、算出時の駅名は「ベイサイドアリーナ」であった。
| 乗車人員推移       | 乗車人員推移     | 乗車人員推移    |
| 年度               | 1日平均 乗車人員 | 出典            |
| ------------------ | ---------------- | --------------- |
| 2013年（平成25年） | 12               | [ 利用客数 2 ]  |
| 2014年（平成26年） | 14               | [ 利用客数 3 ]  |
| 2015年（平成27年） | 17               | [ 利用客数 4 ]  |
| 2016年（平成28年） | 16               | [ 利用客数 5 ]  |
| 2017年（平成29年） | 20               | [ 利用客数 6 ]  |
| 2018年（平成30年） | 22               | [ 利用客数 7 ]  |
| 2019年（令和元年） | 21               | [ 利用客数 8 ]  |
| 2020年（令和02年） | 20               | [ 利用客数 9 ]  |
| 2021年（令和03年） | 15               | [ 利用客数 10 ] |
| 2022年（令和04年） | 14               | [ 利用客数 11 ] |
| 2023年（令和05年） | 17               | [ 利用客数 1 ]  |

## 駅周辺
当駅の周辺は東日本大震災後に仮設住宅が設けられたほか、町役場や南三陸病院、そして志津川東住宅（災害公営住宅）および志津川地区東団地（防災集団移転促進事業）が整備された。
- 南三陸病院
- 南三陸町役場
- 南三陸町スポーツ交流村
  - 南三陸町総合体育館「ベイサイドアリーナ」
- 南三陸町図書館

## 隣の停留所
東日本旅客鉄道（JR東日本）
■気仙沼線BRT
□快速
経由せず
■普通
志津川駅 - 南三陸町役場・病院前駅 - 志津川中央団地駅

### 記事本文